# Pamid
Pamid ist eine Rotweinsorte. Die alte Varietät kommt aus dem bulgarisch-griechischen Grenzgebiet. Aufgrund des Alters besteht eine große Anzahl von regionalen Klonen. Trotz ähnlich lautender Synonyme ist sie mit der weißen Rebsorte Dimiat nicht verwandt. Aufgrund der rötlichen Farbe der Beeren sind die gekelterten Weine nicht sehr tieffarbig. Ihnen fehlt ein gutes Säuregerüst. Die Weine sollten daher sehr jung getrunken werden.
Im Jahr 2010 lag die weltweite Anbaufläche bei 9827 ha und ist seit einigen Jahren stark rückläufig. Pamid wird in Bulgarien, Ungarn, Albanien, Serbien, Rumänien und Griechenland angebaut.

## Ampelographische Sortenmerkmale
In der Ampelographie wird der Habitus folgendermaßen beschrieben:
- Die Triebspitze ist offen. Sie ist wollig behaart, weißlich mit leicht rotfarbenem Anflug. Die hellgrünen Jungblätter sind leicht behaart und von grünlich-bronzener Farbe.
- Die Blätter (siehe auch den Artikel Blattform) sind fünflappig und schmal gebuchtet. Die Stielbucht ist lyrenförmig geschlossen. Die Blattoberfläche, auch Blattspreite genannt, ist blasig derb.
- Die konusförmige Traube ist manchmal geschultert, mittelgroß bis groß und recht dichtbeerig. Die rundlichen bis leicht ovalen Beeren sind mittelgroß und von rötlicher Farbe.

Die Rebsorte reift fast zeitgleich mit dem Gutedel und gilt somit als früh reifend (siehe Rebsorte). Sie ist aufgrund der dünnen Beerenhaut anfällig gegen die Rebkrankheiten Echter Mehltau (auch Oidium genannt) und Falscher Mehltau.

## Synonyme
Adrianopolka, Akhilo, Adrianopoliti kaauilo, Bois jaune, Bovtarnava, Bukovar, Bunaver, Cherveno grodze, Crvena Slankamenka, Crvenka, Dokukara, Dorukata, Dovrugyuven, Drenak, Erka meme chernii, Eskiisko, Filibelik, Garvanovo oko, Gretscheski rosowy, Kopli, Kuplik, Lisicina crvena, Manakuki, Manaluki, Monakuki, Pamid cernj, Pamid Izresliv, Pamid sire, Pamidi, Pamidie, Pamidul Bulgaresku, Pamit, Pamit rouge, Pamites, pamiti, Pamitis, Pamitse, Pamod Izresliv, Petit Pamit, Piros Magyarka, Piros szlanca, Piros Szlanka, Plovdina, Plovdina crvena, Plovdina crvna, Plovdina red, Plovdina rosso, Rote Plovdina, Plovdina rouge, Plovdiska, Radoviska plovdina, Rosa greceasca, Rosioara, Rosoara, samtchoboun, Saratchoubouk, Saricibuk, saridzibuk, Slancamenka, Slanka, Slankamenka, Slankamenka crvena, Slankamenka rose, Slankamenko rote, Steinschiller rot, Szlanka, Szlanka piros, Szlankamenga, Szlankamenka, Slankamenka piros, Tsrvanka, Vecsesi piros, Zarja, Zlanka, Zuta pracka